# Docker
Docker — інструментарій для управління ізольованими Linux-контейнерами. Docker доповнює інструментарій LXC більш високорівневим API, що дозволяє керувати контейнерами на рівні ізоляції окремих процесів. Зокрема, Docker дозволяє не переймаючись вмістом контейнера запускати довільні процеси в режимі ізоляції і потім переносити і клонувати сформовані для даних процесів контейнери на інші сервери, беручи на себе всю роботу зі створення, обслуговування і підтримки контейнерів.
Початковий код Docker написаний мовою Go і поширюється під ліцензією Apache 2.0. Інструментарій базується на застосуванні вбудованих в ядро Linux штатних механізмів ізоляції на основі просторів імен (namespaces) і груп управління (cgroups). Для створення контейнерів використовуються скрипти lxc. Для формування контейнера досить завантажити базовий образ оточення (команда docker pull base), після чого можна запускати в ізольованих оточеннях довільні програми (наприклад, для запуску bash можна виконати docker run -i -t base/bin/bash).

## Основні можливості
Основні можливості Docker:

Docker може використовувати декілька інтерфейсів для доступу засобів віртуалізаці ядра Linux.

- Можливість розміщення в ізольованому оточенні різнорідної начинки, що включає різні комбінації виконуваних файлів, бібліотек, файлів конфігурації, скриптів, файлів jar, gem, tar тощо
- Підтримка роботи на будь-якому комп'ютері на базі архітектури x86_64 з системою на базі ядра Linux, починаючи від ноутбуків, закінчуючи серверами та віртуальними машинами. Можливість роботи поверх немодифікованих сучасних ядер Linux (без накладення патчів) і в штатних оточеннях всіх великих дистрибутивів Linux, включаючи Fedora, RHEL, Ubuntu, Debian, SUSE, Gentoo і Arch;
- Використання легковагих контейнерів для ізоляції процесів від інших процесів і основної системи.
- Оскільки контейнери використовують свою власну самодостатню файлову систему, не важливо де, коли і в якому оточенні вони запускаються.
- Ізоляція на рівні файлової системи: кожен процес виконується у повністю окремій кореневій ФС;
- Ізоляція ресурсів: споживання системних ресурсів, таких як витрата пам'яті і навантаження на CPU, можуть обмежуватися окремо для кожного контейнера з використанням cgroups;
- Ізоляція на рівні мережі: кожен ізольований процес має доступ тільки до пов'язаного з контейнером мережевого простору імен, включаючи віртуальний мережевий інтерфейс і прив'язані до нього IP-адреси;
- Коренева файлова система для контейнерів створюється з використанням механізму copy-on-write (окремо зберігаються тільки змінені і нові дані), що дозволяє прискорити розгортання, знижує витрату пам'яті і економить дисковий простір;
- Всі стандартні потоки (stdout/stderr) кожного виконуваного в контейнері процесу накопичуються і зберігаються у вигляді логу;
- Змінена файлова система одного контейнера може використовуватися як основа для формування нових базових образів і створення інших контейнерів, без необхідності оформлення шаблонів або ручного налаштування складу образів;
- Можливість використання інтерактивної командної оболонки: до стандартного вводу будь-якого контейнера може бути прив'язаний псевдо-tty для запуску shell.
- Підтримка використання різних систем зберігання, які можуть підключатися як плаґіни. Серед підтримуваних драйверів зберігання заявлені aufs[en], device mapper[en] (використовуються снапшоти LVM), vfs (на основі копіювання директорій) і Btrfs. Очікується поява драйверів для ZFS, Gluster і Ceph;
- Можливість створення контейнерів, що містять складні програмні стеки, через зв'язування між собою вже існуючих контейнерів, що містять складові частини формованого стека. Зв'язування здійснюється не через злиття вмісту, а через забезпечення взаємодії між контейнерами (створюється мережевий тунель).

### Інтеграція
Докер може бути інтегрований із наступними інструментами:
- Ansible
- Chef(інші мови)
- Jenkins
- Kubernetes
- Microsoft Azure
- OpenStack Nova
- OpenSVC(інші мови)
- Puppet
- Salt
- Travis CI
- Vagrant
- VMware vSphere

## Елементи Docker
Docker складається з двох процесів:
- Демона Docker, який запускається на гостьовій машині (якщо це Лінукс), або всередині VirtualBox середовища boot2docker (якщо це Windows або OS X).
- Клієнта, через який можна взаємодіяти з демоном.

- Образ Docker (англ. Docker image) — містить операційну систему, застосунок і всі його залежності. Образи в Docker складаються з шарів. Якщо нам треба образ з вебсервером, то ми беремо за основу образ з дистрибутивом операційної системи, додаємо залежність — вебсервер, і записуємо це як новий образ, який матиме два шари — один з ОС, наступний з вебсервером. Образами можна обмінюватись через DockerHub.
- Контейнер Docker — це запущений образ. Контейнери Docker можна запускати, спиняти, переміщувати і видаляти. Також можна зробити docker commit контейнера, що створить образ з поточного стану контейнера.[2]

## Docker Hub
Разом з першою стабільною версією, що вийшла 13 березня 2013, була представлена нова відкрита платформа для поширення застосунків. Таким чином, Docker виступає в ролі платформи, до складу якої входять: рушій Docker Engine, runtime для контейнерів, інструментарій для створення пакунків, API і хмарний сервіс Docker Hub. Крім того, введено в дію офіційні репозиторії застосунків, з яких можна завантажити готові образи оточень для запуску популярних застосунків, таких як NodeJS, MongoDB, MySQL, Nginx, Redis і WordPress.
Docker Hub являє собою хмарний сервіс для організації спільної роботи, автоматизації робочого процесу, створення, поширення і запуску адаптованих для Docker застосунків. По суті Docker Hub надає набір сервісів, таких як поширення образу контейнера, управління змінами, організація взаємодії між користувачами і розробниками, супровід життєвого циклу, інтеграція зі сторонніми службами. Модель монетизації сервісу Docker Hub аналогічна GitHub — робота над публічними проектами безкоштовна і лише при необхідності використання приватних репозиторіїв стягується оплата.
Основні компоненти Docker Hub:
- Інтегрована консоль для управління користувачами, групами, контейнерами, репозиторіями і робочими процесами
- Реєстр, що надає понад 14 тисяч ізольованих застосунків, які можна використовувати як цеглини для створення власних застосунків
- Інструменти для спільної роботи, що дозволяють користувачам обмінюватися своїми застосунками через публічні та приватні репозиторії, і запрошувати інших людей взяти участь в розробці
- Автоматизований складальний сервіс, що дозволяє забезпечити автоматичне перескладання та оновлення застосунків для підтримки образів в актуальному вигляді. Можна організувати оновлення образу після появи змін коду програми в GitHub або Bitbucket
- Сервіс Webhooks, що дозволяє користувачеві забезпечити управління з сторонніх систем і автоматизувати виконання типових робіт через RESTful API
- Docker Hub API, що включає сервіс автентифікації і засоби інтеграції з зовнішніми службами.

## Відзнаки
Відкритий інструментарій для управління ізольованими Linux-контейнерами Docker став лауреатом премії JAX Innovation Awards 2014 в категорії «Найбільш інноваційна відкрита технологія».

## Виноски
1. ↑  Docker 0.9: Introducing execution drivers and libcontainer. Docker Blog. Docker, Inc. 10 березня 2014. Архів оригіналу за 21 лютого 2015. Процитовано 20 січня 2015.(англ.) Наведено за англійською вікіпедією.
2. ↑  Garth Schulte What is Docker? [Архівовано 6 березня 2017 у Wayback Machine.] YouTube
3. ↑  ANNOUNCING DOCKER HUB AND OFFICIAL REPOSITORIES. Архів оригіналу за 10 червня 2014. Процитовано 10 червня 2014.
4. ↑  Первый стабильный выпуск системы управления контейнерной виртуализацией Docker. Архів оригіналу за 12 червня 2014. Процитовано 10 червня 2014.
5. ↑  The Winners of the JAX Innovation Awards 2014. Архів оригіналу за 9 травня 2014. Процитовано 18 травня 2014.
6. ↑  Docker отмечен премией JAX Innovation Awards 2014 [Архівовано 18 травня 2014 у Wayback Machine.] // opennet.ru 18.05.2014